# L'altra Heimat - Cronaca di un sogno
L'altra Heimat - Cronaca di un sogno (Die andere Heimat - Chronik einer Sehnsucht) è un film del 2013 diretto dal regista tedesco Edgar Reitz. È l'ultimo film del progetto Heimat, concepito e diretto da Reitz nel corso di trent'anni. La storia si svolge nel periodo precedente l'ondata di emigrazione dall'Hunsrück al Brasile nella metà del XIX secolo, tra il 1840 e il 1843. Racconta la storia di un ragazzo di campagna, in un villaggio dell'Hunsrück, che sogna di emigrare e di iniziare una nuova vita. Il film è uscito nelle sale in Germania il 3 ottobre 2013. È stato presentato fuori concorso alla 70ª Mostra internazionale d’arte cinematografica di Venezia.

## Trama
Schabbach, Hunsrück, 1842. Nella miseria delle campagne della Prussia del XIX secolo, la famiglia Simon sopravvive di stenti in preda ad un clima inclemente e alla politica irrequieta che fa seguito alla Restaurazione. Il ricordo delle guerre napoleoniche è ancora vivo nella gente del villaggio, e un feudalesimo dispotico grava pesantemente sulla vita della popolazione. L'inflessibile Johann Simon porta avanti la famiglia con la sua bottega di fabbro, mentre la moglie Margarethe, d'animo più docile, si occupa della casa: solo tre dei loro nove figli sono sopravvissuti. I coniugi faticano a sovvenire ai bisogni dei figli maschi Jakob e Gustav, che vivono con loro; la figlia femmina, la primogenita Lena, è stata cacciata di casa, colpevole di aver sposato un cattolico. Gustav, il più duro e spigoloso dei due fratelli, è appena rientrato dal servizio militare. Il giovane Jakob, sognatore e intellettuale, è invece la pecora nera della famiglia: rifugge sistematicamente il lavoro nella bottega del padre, preferendo immergersi nello studio, divorando ogni libro che gli capiti a tiro e sognando di lasciare il villaggio natìo per avventurarsi nello sconosciuto continente sudamericano.
La metà del XIX secolo è infatti l'epoca dell'emigrazione di massa dai paesi europei in preda a carestie e indigenza: l'imperatore del Portogallo ha incaricato i suoi messi di reclutare nelle campagne giovani tedeschi per colonizzare il Brasile. Assistendo al transito delle carovane di migranti dirette al porto più vicino, il giovane Jakob lavora così al suo nuovo progetto di vita, lanciandosi persino nello studio degli idiomi e dei costumi degli indigeni d'Amazzonia. Il suo diario, che aggiorna spesso nottetempo mentre la famiglia dorme, testimonia il suo tentativo eroico di varcare i confini delle campagne di Renania, consapevole che solo i sogni potranno salvarlo da un destino di povertà e difficoltà. E nei suoi sogni prende quindi vita l'altra patria (“Die Andere Heimat”, da cui il titolo), immaginata e ricreata nella sua mente per sopravvivere alla realtà dura e dispotica della sua vera patria.
Jakob s'innamora della giovane e avvenente contadina Henriette, unica figlia di Fürchtegott Niem, l'intagliatore di gemme del villaggio, reso muto da un trauma ignoto e oramai caduto in disgrazia. Henriette, soprannominata Jettchen, è incantata dalle attitudini non comuni del giovane Jakob, che ha incontrato mentre passeggiava sulle colline nei dintorni del villaggio insieme a Florinchen, la sua migliore amica. Tra i due nasce una relazione, ma pur ammirando lo spirito sognatore di Jakob, Jettchen nutre dei dubbi sulla sua efficacia nella vita di tutti i giorni. È così che a seguito del fallimento di una rivolta popolare contro i privilegi del disonesto barone della regione, Jettchen si lascia travolgere dall'improvviso e passionale incontro con Gustav, resta sedotta dalla sua risolutezza e ne rimane incinta, mandando così in frantumi l'amore di Jakob, il quale nel frattempo viene arrestato per sedizione. La vita di Jakob e il suo mondo rimarranno irrevocabilmente stravolti: uscendo di prigione scoprirà che Jettchen, pur essendo ancora innamorata di lui, ha fatto prevalere un pragmatico principio di realtà sposando Gustav. A dispetto del suo sogno di un'altra patria, Jakob sarà l'unico a non partire.

## Produzione
Die andere Heimat è il primo lungometraggio della saga di Heimat a non essere stato concepito per la televisione. Il film è costato circa 8000000 € ed è stato girato tra il 17 aprile e il 17 agosto 2012. La preparazione del film, dalle ricerche preliminari alla stesura della sceneggiatura definitiva, ha richiesto circa tre anni di lavorazione, mentre la produzione, tra riprese, montaggio e post-produzione, ha richiesto un anno di lavoro.

### Sceneggiatura
Edgar Reitz incomincia a lavorare al progetto Die andere Heimat quattro anni prima dell'uscita del film nelle sale. Scrive la sceneggiatura insieme allo scrittore, giornalista e conduttore radiofonico Gert Heidenreich, dopo aver condotto insieme a lui una ricerca durata diversi mesi, finalizzata a raccogliere delle storie di famiglie dell'Hunsrück e ad esaminare archivi e collezioni private, così da ritrarre le vite dei contadini della Renania della metà dell'Ottocento nel modo più autentico possibile.
Reitz racconta che i primi impulsi riguardo al soggetto di questo film gli erano già arrivati al tempo delle ricerche per il primo Heimat, durante le quali si era reso conto di quanto vive fossero le tracce degli antenati emigrati nel XIX secolo nei ricordi degli abitanti dell'Hunsrück dei giorni nostri.
Un secondo impulso gli venne da una lettera ricevuta mentre girava Heimat 3, da un'infermiera che lavorava in un ospedale di Porto Alegre. La donna gli scriveva di averlo visto in un reportage televisivo brasiliano sul cinema tedesco, e di aver notato un'incredibile somiglianza tra il regista e il titolare della clinica in cui la donna lavorava, che portava lo stesso cognome, “Reitz”. L'infermiera voleva sapere se esisteva una parentela tra il regista e il suo capo, ma Reitz rispose che non era in grado di individuare un rapporto genealogico con quest'ultimo. Alcuni mesi più tardi il regista ricevette un libro dall'infermiera, dal titolo Genealogia della famiglia Reitz in Brasile, scritto da un sacerdote missionario cattolico di nome Raulino Reitz, che all'inizio degli anni '60 aveva condotto delle ricerche sulla sua famiglia in Brasile. Il libriccino fece scoprire a Reitz che gli antenati dei Reitz del Brasile erano originari del villaggio di Hirschfeld, nell'Hunsrück, laddove in effetti il regista aveva dei parenti, a circa quindici chilometri da Morbach, suo paese natale.
A proposito della sceneggiatura del film, Reitz ha scritto:
(dal Press Kit di Die andere Heimat)

### Cast
Buona parte del cast è composto da attori esordienti: tra questi, Antonia Bill nel ruolo di Henriette/Jettchen, Jan Dieter Schneider nel ruolo di Jakob, Maximilian Scheidt nel ruolo di Gustav, e Rüdiger Kriese nel ruolo del fabbro Johann Simon.
Nel cast sono presenti tuttavia anche alcuni attori già impiegati da Reitz in altre produzioni, in particolare Marita Breuer, che aveva interpretato Maria Simon nel primo Heimat, e che interpreta qui la madre di Gustav e Jakob; Andreas Külzer, nel ruolo del sacerdote Wiegand, aveva già interpretato Dieter Simon in Heimat 3; Julia Prochnow, qui nel ruolo dell'ostetrica Sophie Gent, era già presente in Heimat 3 nella parte di Moni.
Gli attori hanno dovuto recitare in tedesco, con un forte accento dell'Hunsrück, così da conferire una maggiore veridicità alla storia narrata.

#### Cameo
Nell'ultima parte del film lo stesso Reitz compare in un campo alle porte del villaggio, nel ruolo di un contadino. Alexander von Humboldt, interpretato in un cameo dal regista Werner Herzog, gli chiede: «Mi scusi buonuomo: che città è quella laggiù?». I due registi hanno fatto parte insieme della corrente del Nuovo Cinema Tedesco, e si incontrano qui in una rappresentazione filmica delle diverse strade intraprese: Herzog che è partito per il mondo, con i suoi documentari, e Reitz che è rimasto nella madrepatria (“Heimat”).

## Riprese
Le riprese del film hanno avuto luogo tra il 17 aprile e il 10 agosto 2012, nell'arco di circa quattro mesi.

### Location e scenografia
L'atmosfera ottocentesca della scenografia di Schabbach è stata meticolosamente ricostruita nel piccolo villaggio di Gehlweiler, nell'Hunsrück, ad opera degli scenografi Toni Gerg e Hucky Hornberger. Si è trattato in particolare di “camuffare” gli edifici esistenti con facciate, finestre, porte e tetti appropriati all'epoca della narrazione, così da ricreare un tipico villaggio della Renania-Palatinato, rimasto pressoché inalterato rispetto dal Medioevo. Alcuni ambienti sono stati costruiti da zero, come ad esempio la bottega del fabbro Johann Simon. Durante le riprese gli abitanti di Gehlweiler hanno partecipato attivamente alle riprese, modificando le loro abitudini di vita quotidiane, convivendo per oltre sei mesi con il set del film, e prendendovi spesso parte come comparse
Gehlweiler era già stato trasformato nel villaggio immaginario di Schabbach in occasione delle riprese del primo Heimat.
Altre località della Renania-Palatinato utilizzate per le riprese sono: Schlierschied, Morbach (città natale del regista), Herrstein e Bernkastel. Alcune scene sono state inoltre girate a Wolf (nella Mosella) e a Retzstadt (nella Bassa Franconia).

### Design e costumi
I costumi del film sono per lo più d'epoca, raccolti dalla costumista Esther Amuser tramite una ricerca durata alcuni mesi nei villaggi della Renania, in particolare nelle mansarde delle famiglie contadine, dove sono stati recuperati anche tessuti e accessori. Molti abiti del tempo erano realizzati in lino, ed erano pensati per resistere alle forti intemperie della regione, e quindi per durare tutta una vita.
Gli attori hanno indossato gli abiti per diverso tempo prima delle riprese, in alcuni casi anche per diverse settimane, così da abituarsi a muoversi nei tessuti rigidi e poco raffinati in uso nella campagna tedesca dell'Ottocento, e da non apparire innaturali nei movimenti. La taglia dei colletti e delle giacche del tempo, inoltre, si è rivelata essere molto piccola, a volte a mala pena indossabile dagli attori, lasciando quindi immaginare quanto esili e smagriti dovessero essere i contadini del XIX secolo.

### Fotografia
Gernot Roll ha elaborato per il film una fotografia in bianco e nero, scandita dall'apparizione di alcuni oggetti colorati in post-produzione digitale (ad esempio i petali dei fiordalisi in un campo mosso dal vento, un ferro di cavallo inscandescente, i fiori disegnati su un muro, il calore del sole, il sangue, una moneta d'oro, ecc.), solitamente significativi di un passaggio ad una nuova fase della vita dei personaggi.
Il film è stato girato è in widescreen anamorfico super 35 millimetri, con un rapporto d’aspetto di 2,39:1, per mezzo di una macchina da presa digitale Arri Alexa e di lenti anamorfiche Hawk.
Roll ha optato per il digitale dopo averne confrontato attentamente la qualità con quella di alcune scene girate contemporaneamente in analogico, senza avere riscontrato alcuna differenza qualitativa. La scelta è andata a beneficio dei costi di gestione, permettendo al regista e al direttore della fotografia di controllare il girato direttamente sul posto, senza attendere il trasporto e lo sviluppo della pellicola. La postproduzione digitale è stata inoltre molto facilitata da questa scelta: sarebbe occorso infatti molto tempo per la scansione a piena definizione di una pellicola 35mm; terminata la post-produzione sarebbe poi stato necessario riversare nuovamente tutto in pellicola.